# Leichtathletik-Europameisterschaften 2002/Kugelstoßen der Männer

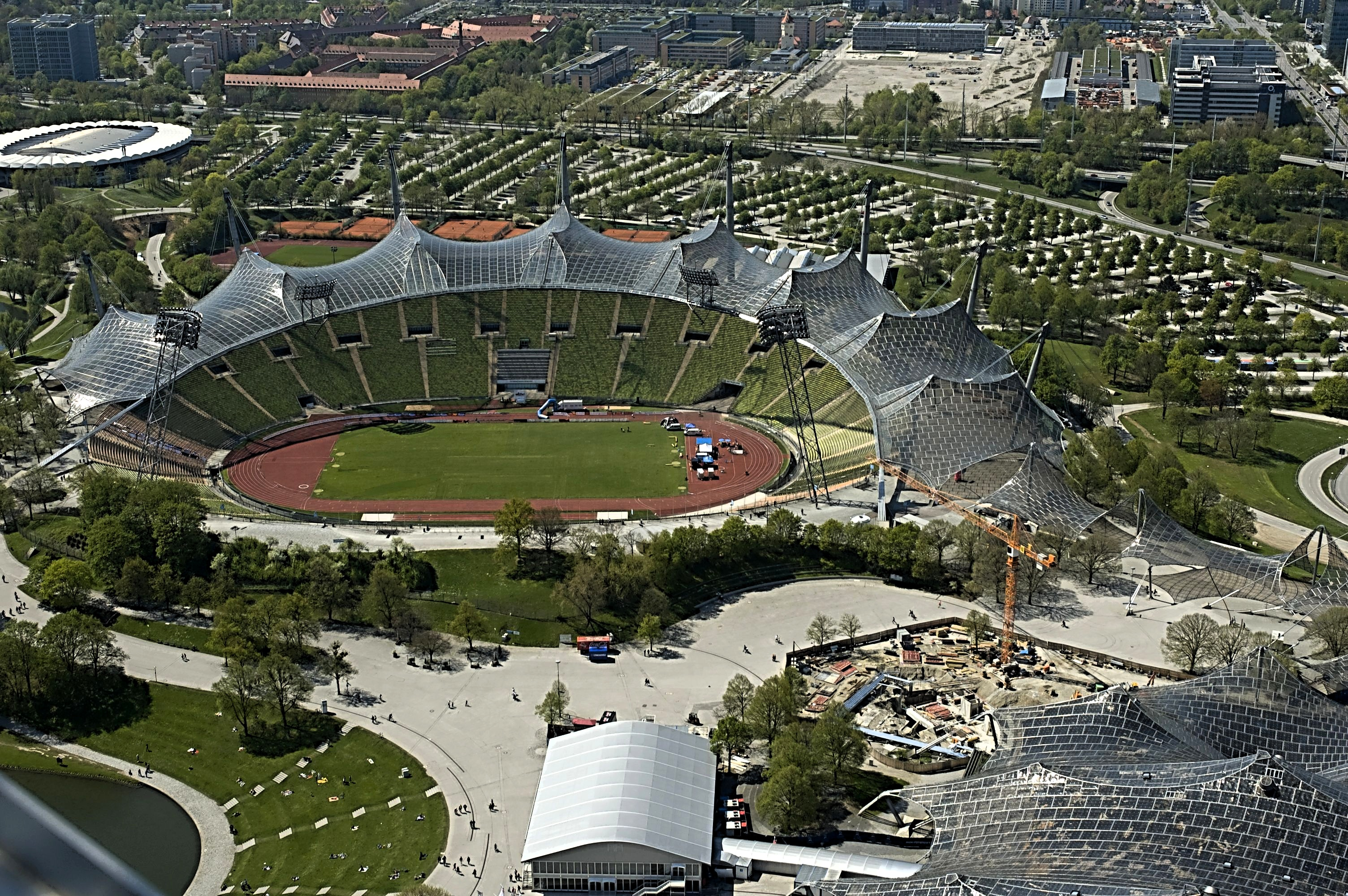
Das Olympiastadion in München von oben im Jahr 2009

Das Kugelstoßen der Männer bei den Leichtathletik-Europameisterschaften 2002 wurde am 6. August 2002 im Münchener Olympiastadion ausgetragen.
Europameister wurde der ukrainische EM-Dritte von 1998 Jurij Bilonoh. Der Däne Joachim Olsen kam auf den zweiten Platz. Bronze ging an den Deutschen Ralf Bartels.

## Bestehende Rekorde
| Weltrekord           | 23,12 m | Randy Barnes   | Los Angeles, USA             | 20. Mai 1990    |
| Europarekord         | 23,06 m | Ulf Timmermann | Chania – Kreta, Griechenland | 22. Mai 1988    |
| Meisterschaftsrekord | 22,22 m | Werner Günthör | EM Stuttgart, BR Deutschland | 28. August 1986 |

Der bestehende EM-Rekord wurde bei diesen Europameisterschaften nicht erreicht. Die größte Weite erzielte der ukrainische Europameister Jurij Bilonoh im Finale mit 21,37 m, womit er 85 Zentimeter unter dem Rekord blieb. Zum Europarekord fehlten ihm 1,69 m, zum Weltrekord 1,75 m.

## Legende
Kurze Übersicht zur Bedeutung der Symbolik – so üblicherweise auch in sonstigen Veröffentlichungen verwendet:
| NM  | keine Weite (no mark) |
| ogV | ohne gültigen Versuch |
| –   | verzichtet            |
| x   | ungültig              |

## Qualifikation
6. August 2002
27 Wettbewerber traten in zwei Gruppen zur Qualifikationsrunde an. Fünf von ihnen (hellblau unterlegt) übertrafen die Qualifikationsweite für den direkten Finaleinzug von 20,20 m. Damit war die Mindestzahl von zwölf Finalteilnehmern nicht erreicht. Das Finalfeld wurde mit den sieben nächstplatzierten Sportlern (hellgrün unterlegt) auf zwölf Kugelstoßer aufgefüllt. So mussten schließlich 19,76 m für die Finalteilnahme erbracht werden.

### Gruppe A
| Platz | Name            | Nation      | Weite (m) |
| ----- | --------------- | ----------- | --------- |
| 1     | Joachim Olsen   | Dänemark    | 20,45     |
| 2     | Jurij Bilonoh   | Ukraine     | 20,22     |
| 3     | Ralf Bartels    | Deutschland | 20,22     |
| 4     | Ville Tiisanoja | Finnland    | 20,16     |
| 5     | Gheorghe Gușet  | Rumänien    | 19,98     |
| 6     | Szilard Kiss    | Ungarn      | 19,66     |
| 7     | Conny Karlsson  | Finnland    | 19,66     |
| 8     | Jury Bjalou     | Belarus     | 19,43     |
| 9     | Zlatan Žmirak   | Kroatien    | 18,87     |
| 10    | Ion Emilianov   | Moldau      | 18,08     |
| 11    | Giovanni Tubini | Italien     | 18,05     |
| 12    | Pavol Pankúch   | Slowakei    | 17,93     |
| 13    | Michal Oertelt  | Tschechien  | 16,66     |

### Gruppe B

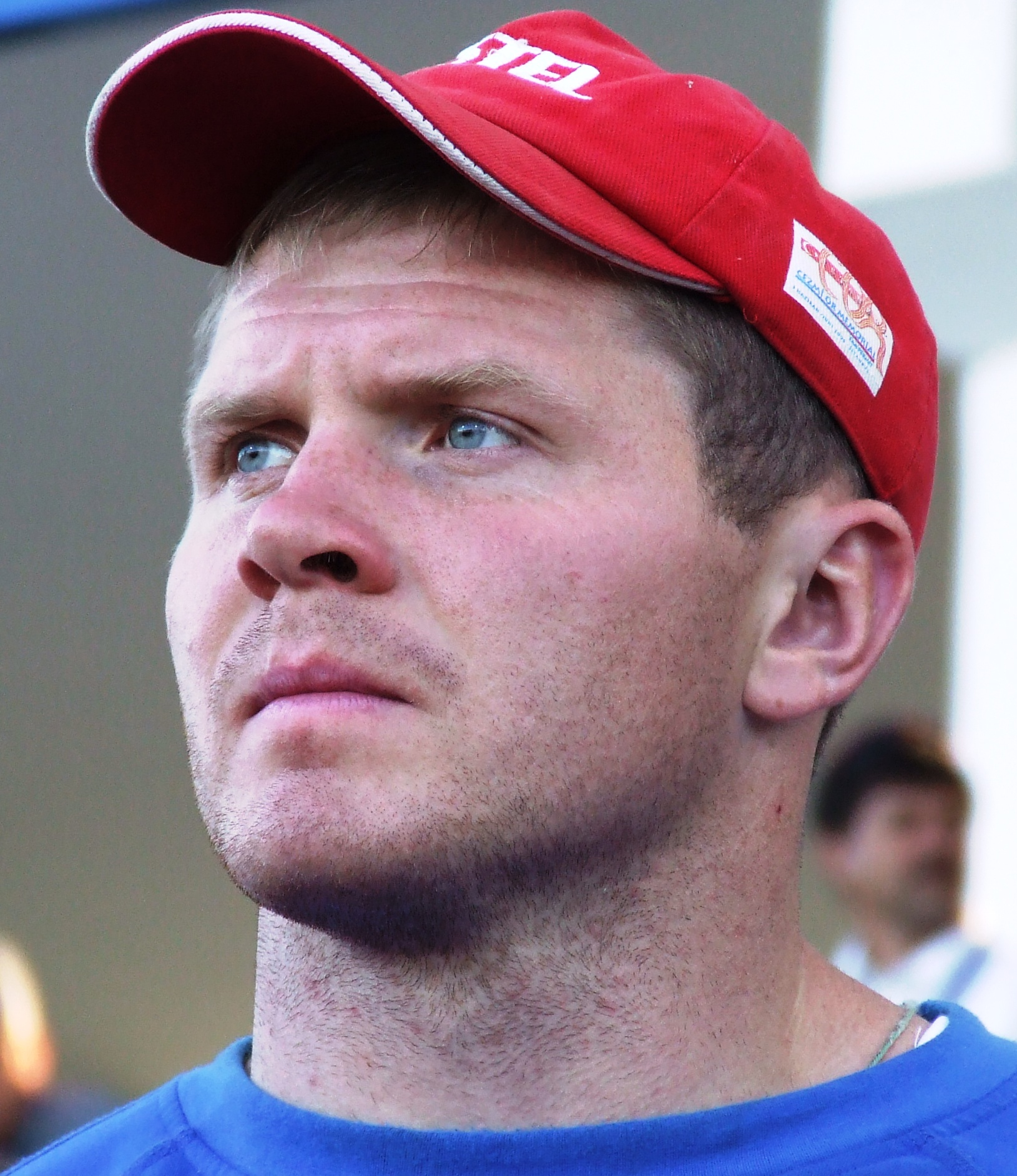
Pawel Lyschyn blieb in der Qualifikation ohne gültigen Versuch

| Platz | Name            | Nation                  | Weite (m) |
| ----- | --------------- | ----------------------- | --------- |
| 1     | Arsi Harju      | Finnland                | 20,40     |
| 2     | Manuel Martínez | Spanien                 | 20,38     |
| 3     | Rutger Smith    | Niederlande             | 20,17     |
| 4     | Milan Haborák   | Slowakei                | 20,15     |
| 5     | Roman Wirastjuk | Ukraine                 | 19,90     |
| 6     | Petr Stehlík    | Tschechien              | 19,76     |
| 7     | Jimmy Nordin    | Schweden                | 19,76     |
| 8     | Zsolt Bíber     | Ungarn                  | 18,83     |
| 9     | Andy Dittmar    | Deutschland             | 18,77     |
| 10    | Detlef Bock     | Deutschland             | 18,08     |
| 11    | Marco Dodoni    | Italien                 | 17,82     |
| 12    | Hamza Alić      | Bosnien und Herzegowina | 17,29     |
| 13    | Antonín Žalský  | Tschechien              | 17,17     |
| NM    | Pawel Lyschyn   | Belarus                 | ogV       |

## Finale
6. August 2002
| Platz | Name            | Nation      | Resultat (m) | 1. Versuch (m) | 2. Versuch (m) | 3. Versuch (m) | 4. Versuch (m)                           | 5. Versuch (m)                           | 6. Versuch (m)                           |
| 1     | Jurij Bilonoh   | Ukraine     | 21,37        | 20,98          | 21,37          | 20,97          | 20,82                                    | 21,04                                    | –                                        |
| 2     | Joachim Olsen   | Dänemark    | 21,16        | 20,15          | 20,71          | 21,16          | 21,00                                    | 20,53                                    | 20,56                                    |
| 3     | Ralf Bartels    | Deutschland | 20,58        | 20,10          | 19,95          | 19,48          | 19,19                                    | 20,58                                    | 20,42                                    |
| 4     | Arsi Harju      | Finnland    | 20,47        | 19,66          | x              | x              | 20,08                                    | 19,74                                    | 20,47                                    |
| 5     | Manuel Martínez | Spanien     | 20,45        | 20,45          | 19,88          | x              | x                                        | 19,90                                    | 20,16                                    |
| 6     | Ville Tiisanoja | Finnland    | 20,20        | 19,93          | 19,76          | 20,17          | 20,09                                    | 19,98                                    | 20,20                                    |
| 7     | Gheorghe Gușet  | Rumänien    | 20,05        | 19,12          | 19,46          | 20,05          | x                                        | 19,47                                    | x                                        |
| 8     | Rutger Smith    | Niederlande | 19,73        | 19,37          | 19,60          | 19,73          | x                                        | –                                        | –                                        |
| 9     | Roman Wirastjuk | Ukraine     | 19,52        | 19,52          | x              | x              | nicht im Finale der besten acht Athleten | nicht im Finale der besten acht Athleten | nicht im Finale der besten acht Athleten |
| 10    | Milan Haborák   | Slowakei    | 19,40        | x              | 19,40          | 19,20          | nicht im Finale der besten acht Athleten | nicht im Finale der besten acht Athleten | nicht im Finale der besten acht Athleten |
| 11    | Jimmy Nordin    | Schweden    | 19,12        | 19,12          | x              | x              | nicht im Finale der besten acht Athleten | nicht im Finale der besten acht Athleten | nicht im Finale der besten acht Athleten |
| NM    | Petr Stehlík    | Tschechien  | ogV          | x              | x              | x              | nicht im Finale der besten acht Athleten | nicht im Finale der besten acht Athleten | nicht im Finale der besten acht Athleten |

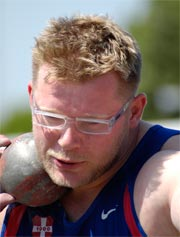
Silbermedaillengewinner Joachim Olsen
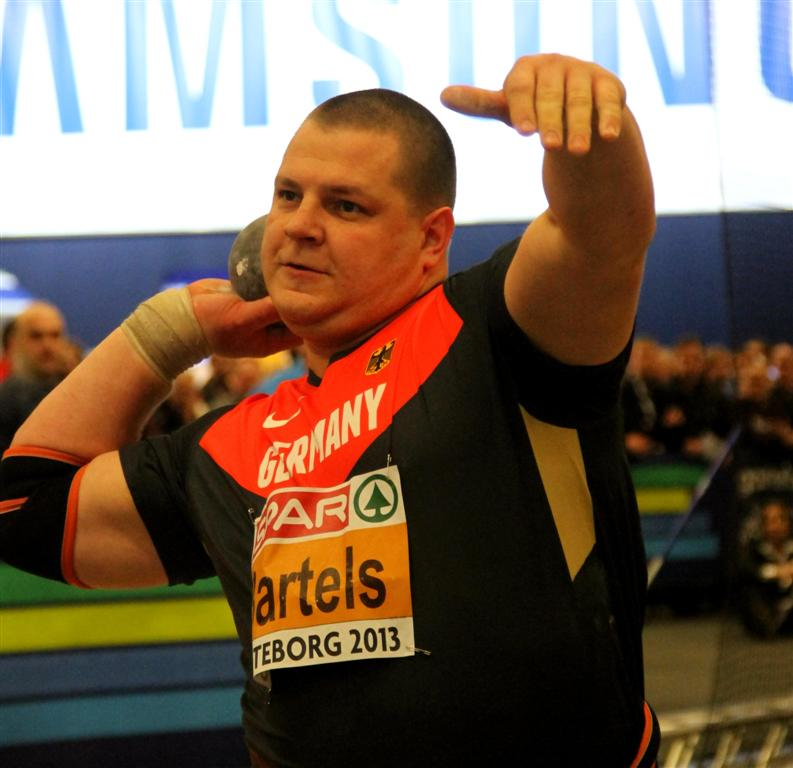
Mit Bronze errang Ralf Bartels seine erste große internationale Medaille – zweimal WM-Bronze, einmal EM-Silber sowie der EM-Titel 2008 sollten noch folgen
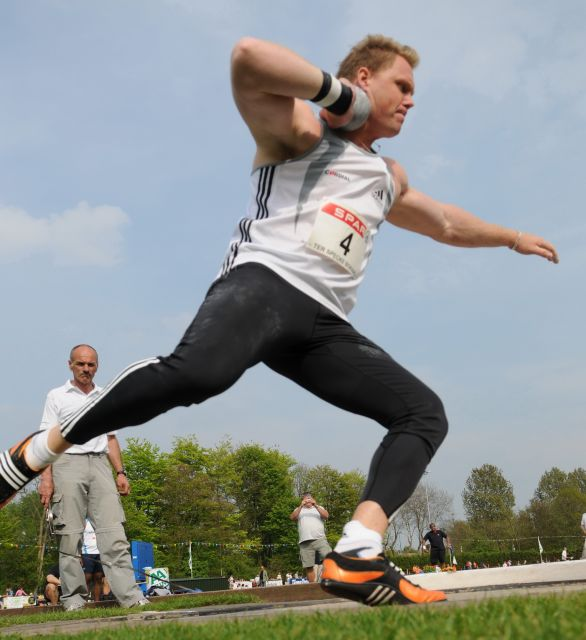
Rutger Smith erreichte Platz acht – 2005 wurde er WM-Dritter und 2012 Vizeeuropameister, auch im Diskuswurf war er erfolgreich
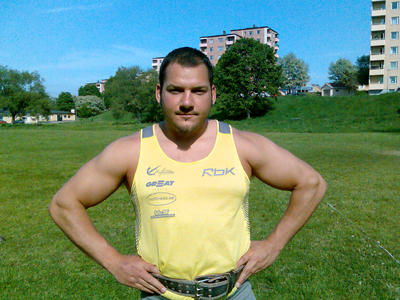
Jimmy Nordin erbrachte in diesem Finale keinen gültigen Versuch

## Videolink
- Men’s Shot Put | European Championships Munich 2002, youtube.com, abgerufen am 20. Januar 2023